# Space Exploration Initiative

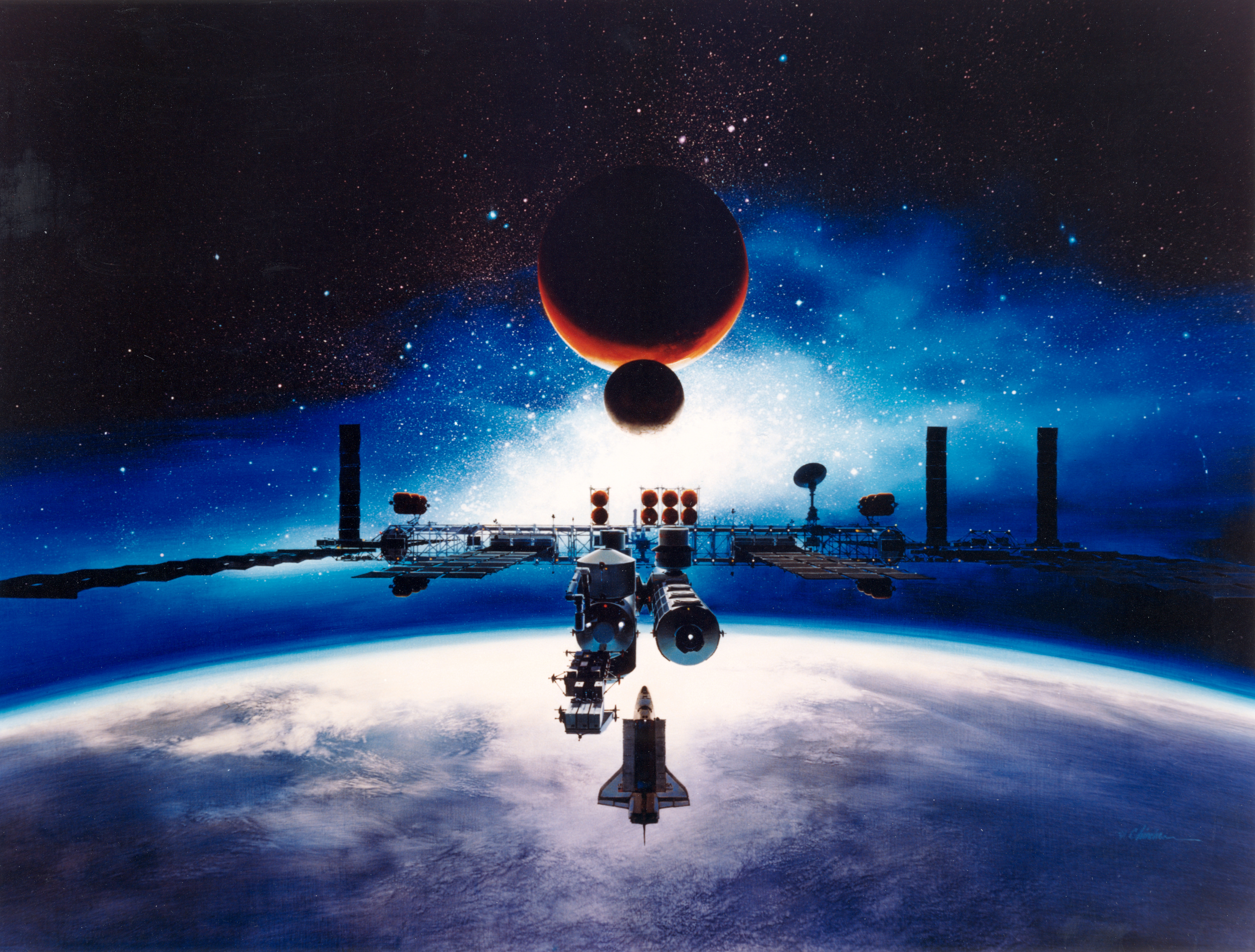
Interpretación artística de la Space Station Freedom con el STS Orbiter Vehicle

La Space Exploration Initiative fue una iniciativa del gobierno de George H. W. Bush, sobre política pública espacial entre los años 1989 y 1993.
El 20 de julio de 1989, fue el 20 aniversario del aterrizaje en la Luna del Apollo 11, George H. W. Bush -entonces Presidente de los Estados Unidos- anunció planes para lo que se conoció como la Iniciativa de Exploración Espacial (Space Exploration Iniciative -SEI). En un discurso que dio en el Museo Nacional del Aire y el Espacio describió los planes que culminarían con la construcción de la Space Station Freedom, enviando humanos a la Luna con la intención de que "se quedaran" y a continuación enviar astronautas para la exploración del planeta Marte. No propuso un plan de 10 años estilo Apolo, sino un compromiso continuo de largo plazo basado en los tres elementos anteriores, que culminó con "un viaje hacia el futuro -un viaje a otro planeta- una misión tripulada a Marte". Dijo que la humanidad estaba destinada a explorar y el destino de América era dirigirla. Pidió al Vicepresidente Dan Quayle que dirigiera el Consejo Nacional del Espacio para determinar lo que se necesitaba para llevar a cabo estas misiones en términos financieros, ingeniería, mano de obra y tecnología.
Durante el evento, se asignó esta iniciativa a la NASA, para que la dirigiera y la llevara a cabo, pero no terminó de realizarse porque el Congreso de los Estados Unidos canceló el proyecto por su elevado presupuesto.

## Video
- Video Space Exploration Initiative (Nasa) 4 min
- 1989 Space Exploration Initiative announce, 35 min